# Jens-Peter Morgenstern
Jens-Peter Morgenstern (* 7. Februar 1951 in Deutschland; bürgerlich Jens-Peter Heinemeyer) ist ein deutscher Musiker und Komponist.  Bekannt ist er vor allem durch seine Musik für die Europa-Hörspiele mit Schwerpunkt auf der Erfolgsserie Die drei Fragezeichen, für die er seit 1997 bis heute, also seit der Folge 77 bis zur aktuellen Folge 226 in jeder Veröffentlichung mit seiner Musik vertreten ist.

## Leben
Morgenstern wuchs unter seinem bürgerlichen Namen Jens-Peter Heinemeyer in Ahrensburg auf. Er spielte in mehreren lokalen Bands Gitarre, Bass und Schlagzeug. Nach einer etwas längeren musikalischen Pause, in der er Geologie an der Uni Hamburg studierte und den unterschiedlichsten Interessen nachging und die Musik lediglich als Hobby betrieb, nahm er drei Jahre bei einem Hamburger Jazzgitarristen Privatunterricht.
Als Autodidakt betrieb er intensive Studien im Bereich der klassischen Musik, besonders der Werke Franz Liszts und Richard Wagners, z. B. der Leitmotive des Rings oder der Idee der „Bagatelle ohne Tonart“, als Wegbereiter der Entstehung der modernen Filmmusik. 
Morgenstern: „Ich hatte immer schon einen sehr breit gefächerten Musikgeschmack. Alles, was mir gefiel, versuchte ich zu analysieren, zu verstehen... ob es nun ein Stück von Gino Vanelli, Prince, Jimi Hendrix oder die ‚Bagatelle ohne Tonart‘ von Franz Liszt oder ‚Tod und Verklärung‘ von Richard Strauß war. Einzelne Elemente und auch komplette Orchesterpartituren spielte ich in meinem Studio ein...das machte Spaß, kostete aber auch viel Zeit! Als ich mir die Frage stellte, wie man damit Geld verdienen kann, war die Antwort: Film- oder Hörspielmusik...“
Es folgten erste eigene Versuche für Film- und Hörspielmusik in den verschiedensten Musikrichtungen. Nebenbei spielte er in verschiedenen Hamburger Bands.
Jens-Peter Morgenstern betreibt seit 1997 das Plattenlabel Morgenstern-Studio in Bardowick bei Lüneburg.
Er lebt heute mit seiner Frau in dem Dorf südlich von Hamburg, wo sich sein Tonstudio befindet.

## Hörspielmusik
Seit der Gründung des  Morgenstern-Studios produziert Morgenstern verschiedene Hörspielmusiken für die Hörspielserien von Sony (ehemals Sony BMG), wie TKKG, Fünf Freunde, Hanni und Nanni, Larry Brent, und insbesondere für Die drei ??? (seit der Folge Nr. 77 - Pistenteufel). Hier arbeitet er mit dem Tonstudio Körting, insbesondere mit André Minninger, Heikedine Körting und Andreas Beurmann zusammen. Jens-Peter Morgenstern hat inzwischen weit über 200 Stücke für Die Drei ???-Serie komponiert. Für seinen musikalischen Beitrag zur Jubiläumsfolge 100 Die drei ??? - Toteninsel wurde ihm eine goldene CD verliehen.

## Diskografie
- Secrets - Online CD mit ???-Soundtracks aus #130 - #136
- 2003
- CD: Drei Fragezeichen Hörspielmusik aus den Jahren 1997- 2000
- 2004
- CD: ??? Soundtracks - Soundtracks aus den Jahren 2000 -2004
- 2006
- CD: Das ??? Musical
- 2007
- CD: DiE DR3i Soundtracks aus 6 Folgen
- 2009:
- CD: ??? Soundtracks Vol-3
- 2013: Die drei ??? - Hörspielmusik aus: Und der 5. Advent
- 2014: Die drei ??? Hörspielmusik - Best of 1997 - 2002
- 2014: Die drei ??? Hörspielmusik - Best of 2003 - 2008
- 2015: About: Die drei ???